# Hoppstylta

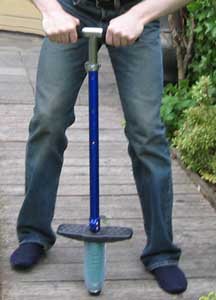
En hoppstylta.

Hoppstylta är en stylta med en spiralfjäder och handtag, som man förflyttar sig hoppande med. Hoppstyltan används oftast som leksak.
Den moderna hoppstyltan är en tysk uppfinning från 1920 som fick namnet "pogo" efter uppfinnarna Max Pohlig och Ernst Gottschall. Hoppstyltan med dubbla handtag patenterades av George B. Hansburg 1957. Det har även tillverkats hoppstyltor baserade på pneumatik, enligt liknande princip som pneumatiska fjädringar på motorfordon.

## Hoppstyltor i populärkulturen
I den tecknade TV-serien Doktor Snuggles tar sig uppfinnaren, med samma namn, ofta fram med hjälp av en hoppstylta. Det demonstreras i introt till serien.
I plattformsspelet Commander Keen är hoppstyltan en primär spelmekanik. Den används för att nå högt belägna områden samt besegra vissa fiender.